# Vinyl (televisieserie)
Vinyl is een Amerikaanse televisieserie die op 14 februari 2016 voor het eerst werd uitgezonden op HBO. De serie speelt zich af in de New Yorkse muziekscene van de jaren 1970 en werd bedacht door Terence Winter. De pilot werd geregisseerd door Martin Scorsese, die net als Mick Jagger ook uitvoerend producent van de serie was, en ging op 16 januari 2016 in première in New York. In juni 2016 werd besloten om de reeks na het eerste seizoen stop te zetten.

## Productie
Mick Jagger, leadzanger van de rockgroep The Rolling Stones, bedacht het idee om een film over de muziekindustrie te maken. Tijdens de opnames van de documentaire Shine a Light (2008) legde hij zijn idee voor aan regisseur Martin Scorsese. Oorspronkelijk wilde Jagger een film maken over twee vrienden die gedurende 40 jaar actief waren in de muziekindustrie. Het project heette aanvankelijk The Long Play en zou door filmscenarist William Monahan ontwikkeld worden. Uiteindelijk werd scenarist Terence Winter, met wie Scorsese op dat ogenblik samenwerkte aan de misdaadserie Boardwalk Empire (2010–2014), in dienst genomen om het verhaal uit te werken. Omdat geen enkele filmstudio bereid was om veel geld te investeren in het project vormde Winter het verhaal vervolgens om tot een televisieserie. In 2010 belandde het project bij betaalzender HBO, dat toen ook Boardwalk Empire uitzond.
In juni 2013 werd Bobby Cannavale, die eveneens aan Boardwalk Empire had meegewerkt, gecast als hoofdrolspeler. In maart 2014 werden ook Olivia Wilde, Juno Temple, Max Casella en Jack Quaid aan de cast toegevoegd. Enkele maanden later volgde de casting van Ray Romano en Andrew Dice Clay.
Scorsese regisseerde de twee uur durende pilot van de serie zelf. De opnames gingen in juli 2014 van start en duurden drie maanden. Hij gebruikte ook ongebruikt beeldmateriaal van zijn film Taxi Driver (1976) voor de pilot. In december 2014 gaf HBO groen licht voor de serie. In mei 2015 gingen de opnames voor de overige afleveringen van het eerste seizoen van start. Vijf maanden later werd de releasedatum van de serie bekendgemaakt. Op 16 januari 2016 ging de pilot in première in New York. De televisiepremière volgde op 14 februari 2016.
Vier dagen na de première van de serie gaf HBO groen licht voor een tweede seizoen. Begin april 2016 kondigde HBO het vertrek van Winter aan. De scenarist en uitvoerend producent werd vervangen door het duo Scott Z. Burns en Max Borenstein. Twee maanden later besloot de zender alsnog om de serie stop te zetten.

## Verhaal
Het verhaal speelt zich af in 1973. Richie Finestra is muziekproducent en hoofd van het platenlabel American Century, dat in financiële moeilijkheden verkeert. Hij heeft een oor voor talent en hoopt in de New Yorkse muziekwereld een artiest te ontdekken die zijn bedrijf en ziel kan redden.

## Rolverdeling
- Bobby Cannavale – Richie Finestra
- Olivia Wilde – Devon Finestra
- Ray Romano – Zak Yankovich
- Ato Essandoh – Lester Grimes
- Max Casella – Julie Silver
- P.J. Byrne – Scott Levitt
- J.C. MacKenzie – Skip Fontaine
- Birgitte Hjort Sørensen – Ingrid
- Juno Temple – Jamie Vine
- Jack Quaid – Clark Morelle
- Paul Ben-Victor – Maury Gold
- James Jagger – Kip Stevens
- MacKenzie Meehan – Penny

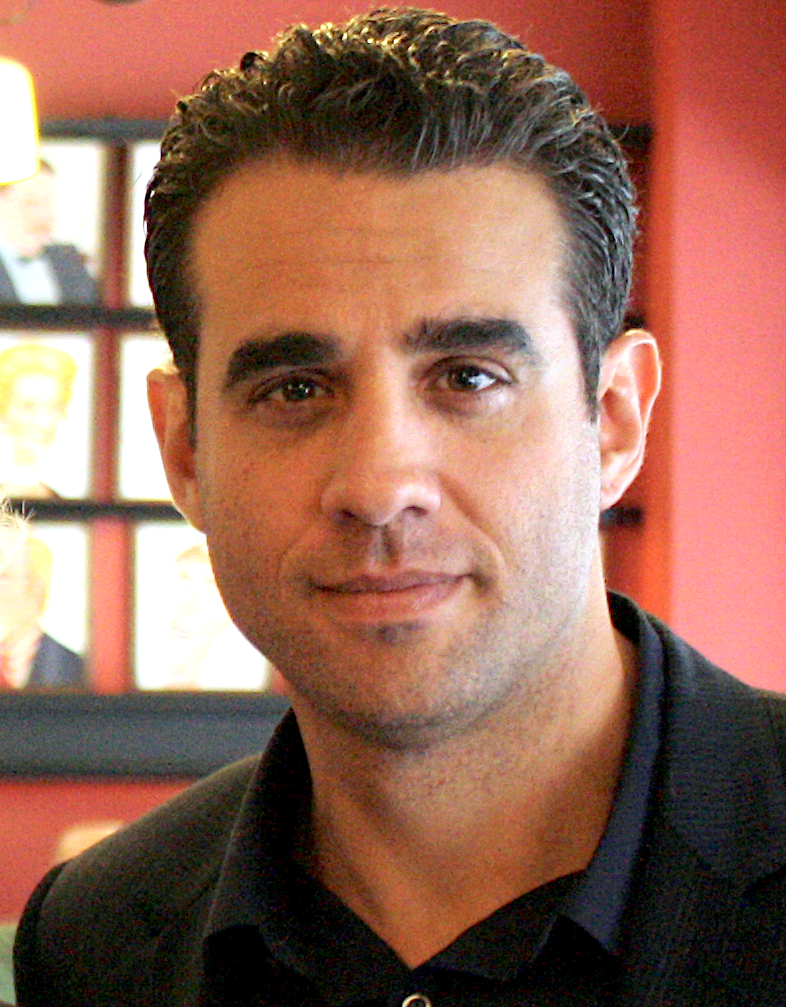
Hoofdrolspeler Bobby Cannavale.

- Andrew Dice Clay – Frank "Buck" Rogers

## Titel
De titel van de serie is een synoniem voor grammofoonplaat, de populairste geluidsdrager van de jaren 1970. Eind jaren 1980 werd de grammofoonplaat grotendeels verdrongen door de compact disc. Aanvankelijk was ook de titel The Long Play een optie. Die titel betekent in het Nederlands "langspeelplaat" en is eveneens een verwijzing naar de grammofoonplaat.

## Afleveringen

### Seizoen 1
| #  | Titel aflevering    | Regisseur       | Geschreven door                          | Releasedatum     |
| -- | ------------------- | --------------- | ---------------------------------------- | ---------------- |
| 1  | Pilot               | Martin Scorsese | Terence Winter, George Mastras           | 14 februari 2016 |
| 2  | Yesterday Once More | Allen Coulter   | Debora Cahn, Adam Rapp, Jonathan Tropper | 21 februari 2016 |
| 3  | Whispered Secrets   | Mark Romanek    | Debora Cahn, Adam Rapp, Jonathan Tropper | 28 februari 2016 |
| 4  | The Racket          | S.J. Clarkson   | Debora Cahn                              | 6 maart 2016     |
| 5  | He in Racist Fire   | Peter Sollett   | Adam Rapp                                | 13 maart 2016    |
| 6  | Cyclone             | Nicole Kassell  | Carl Capotorto, Erin Cressida Wilson     | 20 maart 2016    |
| 7  | The King and I      | Allen Coulter   | David Matthews                           | 27 maart 2016    |
| 8  | E.A.B.              | Jon S. Baird    | Riccardo DiLoreto, Michael Mitnick       | 3 april 2016     |
| 9  | Rock and Roll Queen | Carl Franklin   | Debora Cahn                              | 10 april 2016    |
| 10 | Alibi               | Allen Coulter   | Terence Winter                           | 17 april 2016    |